# 시모쓰케시
시모쓰케시(일본어: 下野市)는 일본 도치기현 남부에 있는 시이다. 2006년 1월 10일에 가와치군 미나미카와치정과 시모쓰가군 고쿠분지정, 이시바시정의 신설 합병으로 성립했다.
우쓰노미야시로의 통근률은 13.3%, 오야마시로의 통근률은 11.1%(모두 2010년 인구조사)이다. 간토 대도시권에 속한다.

## 인접한 지자체
- 우쓰노미야시
- 오야마시
- 도치기시
- 모카시
- 시모쓰가군 미부정
- 가와치군 가미노카와정

## 교통

### 철도
- 동일본 여객철도 도호쿠 본선(우쓰노미야선)

### 도로
- 국도 제4호선
- 신 4호 국도
- 국도 제352호선

## 인구
| 연도 | 인구   | ±%     |
| ---- | ------ | ------ |
| 1920 | 20,526 | —      |
| 1930 | 23,069 | +12.4% |
| 1940 | 24,691 | +7.0%  |
| 1950 | 33,491 | +35.6% |
| 1960 | 32,401 | −3.3%  |
| 1970 | 36,471 | +12.6% |
| 1980 | 43,641 | +19.7% |
| 1990 | 46,673 | +6.9%  |
| 2000 | 57,447 | +23.1% |
| 2010 | 59,464 | +3.5%  |